# Challenger de Santa Catarina

EL Aberto Santa Catarina De Tenis es un torneo profesional de tenis. Pertenece al ATP Challenger Series. Se juega desde el año 2006 sobre pistas de polvo de ladrillo. Las tres primeras ediciones se disputaron en Florianópolis. Posteriormente paso a disputarse cada año en Blumenau, Brasil.

## Palmarés

### Individuales
| Localización  | Año       | Campeón           | Finalista              | Resultado              |
| ------------- | --------- | ----------------- | ---------------------- | ---------------------- |
| Blumenau      | 2022      | Igor Marcondes    | Juan Bautista Torres   | 3–6, 7–5, 6–1          |
| Blumenau      | 2013-2020 | No Celebrado      | No Celebrado           | No Celebrado           |
| Blumenau      | 2012      | Antonio Veić      | Paul Capdeville        | 3–6, 6–4, 5–2, retired |
| Blumenau      | 2011      | José Acasuso      | Marcelo Demoliner      | 6–2, 6–2               |
| Blumenau      | 2010      | Marcos Daniel     | Bastian Knittel        | 7–5, 6–7(5), 6–4       |
| Blumenau      | 2009      | Marcelo Demoliner | Rogerio Dutra da Silva | 6–1, 6–0               |
| Florianópolis | 2008      | Thomaz Bellucci   | Franco Ferreiro        | 4–6, 6–4, 6–2          |
| Florianópolis | 2007      | Paul Capdeville   | Juan Pablo Guzmán      | 7–6(0), 6–0            |
| Florianópolis | 2006      | Ricardo Mello     | Diego Junqueira        | 6–3, 5–7, 7–6(4)       |

### Dobles
| Localización  | Año       | Campeones                          | Finalistas                         | Resultado        |
| ------------- | --------- | ---------------------------------- | ---------------------------------- | ---------------- |
| Blumenau      | 2022      | Boris Arias Federico Zeballos      | Diego Hidalgo Cristian Rodríguez   | 7–6(3), 6–1      |
| Blumenau      | 2013-2020 | No Celebrado                       | No Celebrado                       | No Celebrado     |
| Blumenau      | 2012      | Marin Draganja Dino Marcan         | Blaž Kavčič Antonio Veić           | 6–2, 6–0         |
| Blumenau      | 2011      | Franco Ferreiro André Sá           | Adrián Menéndez Leonardo Tavares   | 6–2, 3–6, [10–4] |
| Blumenau      | 2010      | Franco Ferreiro André Sá           | André Ghem Simone Vagnozzi         | 6–4, 6–3         |
| Blumenau      | 2009      | Marcelo Demoliner Rodrigo Guidolin | Rogerio Dutra da Silva Júlio Silva | 7–5, 4–6, 13–11  |
| Florianópolis | 2008      | Adrián García Leonardo Mayer       | Thomaz Bellucci Bruno Soares       | 6–2, 6–0         |
| Florianópolis | 2007      | Pablo Cuevas Horacio Zeballos      | André Miele João Souza             | 6–4, 6–4         |
| Florianópolis | 2006      | Máximo González Sergio Roitman     | Thiago Alves Júlio Silva           | 6–2, 3–6, 10–5   |